# 5112 Kusaji
5112 Kusaji (1987 SM13) là một tiểu hành tinh vành đai chính được phát hiện ngày 23 tháng 9 năm 1987 bởi Seiji Ueda và Hiroshi Kaneda ở Kushiro.